# Paramount Network (Latinoamérica)
Paramount Network (anteriormente Paramount Channel) es un canal de televisión por suscripción latinoamericano de origen estadounidense que emite películas principalmente de la productora de cine Paramount Pictures y series. El canal es operado por Paramount Networks Americas, propiedad de Paramount Skydance Corporation.

## Historia
El 10 de septiembre de 2014, el canal fue lanzado como señal de pruebas con películas variadas de Paramount Pictures. En sus inicios, también emitió películas de DreamWorks Animation en un intento de acercarse a todo tipo de audiencia. La llegada del canal a Latinoamérica fue anunciada por primera vez en los cortes comerciales durante los MTV Europe Music Awards por MTV.
En 2015, en su primer año en Latinoamérica, el canal renueva sus gráficas y emite cortes comerciales de forma regular. Además, ese año transmite los Independent Spirit Awards. El canal también estrenó los bloques Estudio Paramount, Paramount Classics y Paramount Premiere.
En 2017, el canal empieza a emitir series con más frecuencia, destacando las aclamadas House of Cards, y Orange is the New Black (ambas de la plataforma Netflix) y The Handmaid's Tale de la plataforma Hulu.
El 14 de abril de 2020, a las 12:52 a.m., luego de emitir Gangs of New York, el canal unificó su imagen a su par estadounidense, asumiendo el nombre de Paramount Network. Con esto se completa un proceso que inició con la señal española que cambio a este nombre en junio de 2018, luego que el canal Spike TV de Estados Unidos lo hiciera en enero del mismo año.